# Las Pilas, Nocupétaro
Las Pilas är en ort i Mexiko.   Den ligger i kommunen Nocupétaro och delstaten Michoacán de Ocampo, i den södra delen av landet, 230 km väster om huvudstaden Mexico City. Las Pilas ligger 624 meter över havet och antalet invånare är 347.
Terrängen runt Las Pilas är kuperad. Runt Las Pilas är det glesbefolkat, med 10 invånare per kvadratkilometer. Närmaste större samhälle är Nocupétaro, 9,0 km öster om Las Pilas. I omgivningarna runt Las Pilas växer huvudsakligen savannskog.